# 나의 영어사춘기
《나의 영어사춘기》는 tvN에서 2017년부터 2018년까지 방송된 영어 에듀 예능 프로그램이다.